# Lazare Carnot

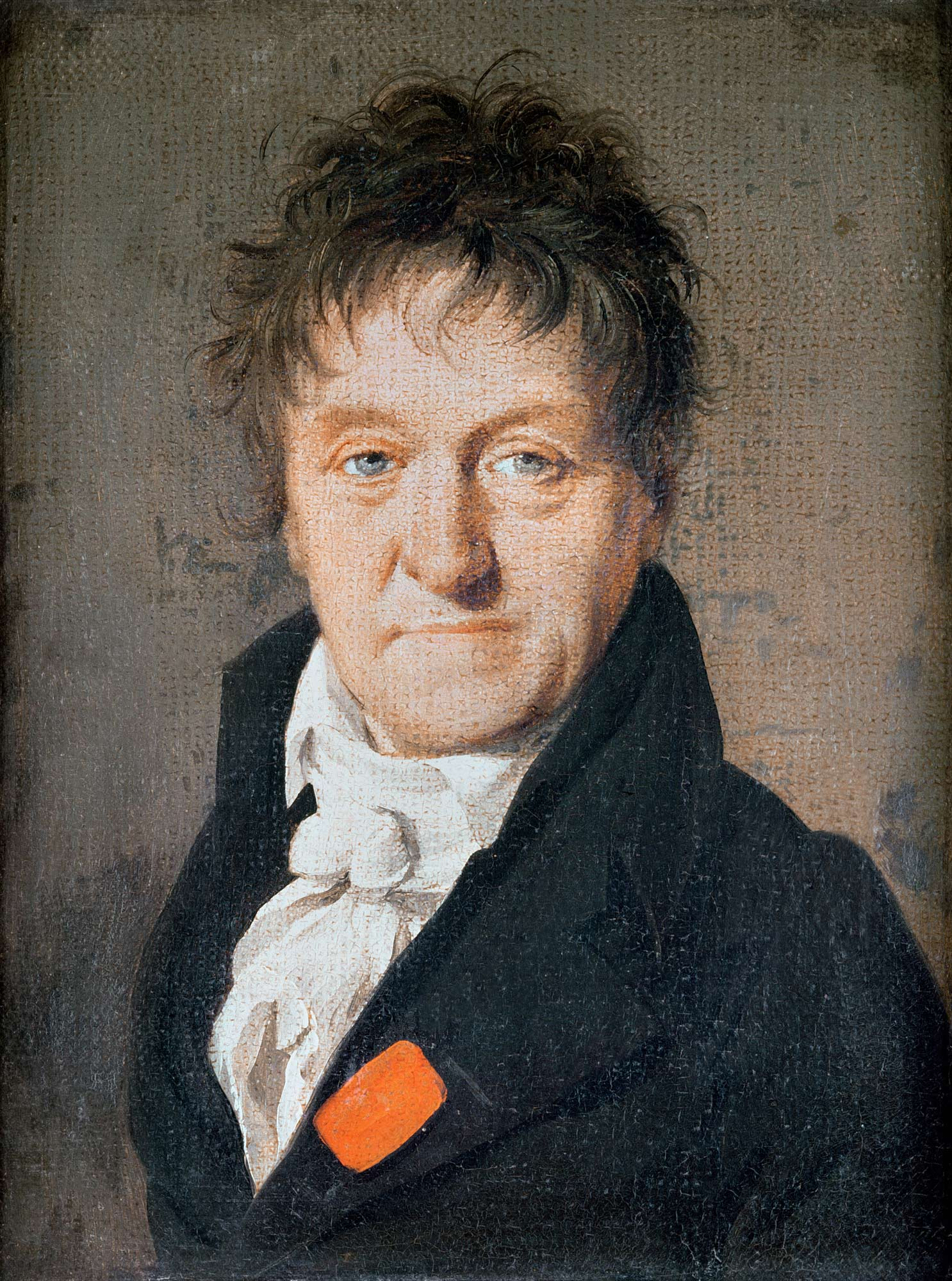
Lazare Nicolas Marguerite Carnot

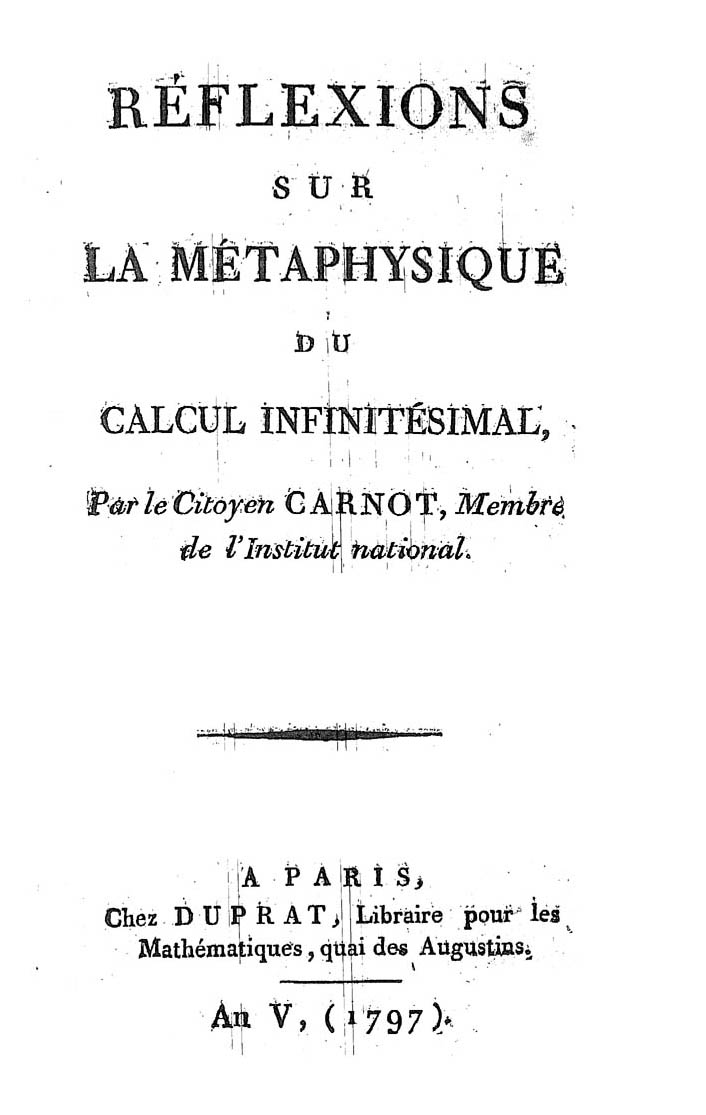
Réflexions sur la métaphysique du calcul infinitésimal, 1797

Lazare (Lazarus) Carnot (Nolay, 13 mei 1753 – Maagdenburg, 22 augustus 1823) was een Franse wiskundige en natuurkundige, maar is toch het bekendst om zijn politieke en militaire rol in de Franse Revolutie.

## Loopbaan
Carnot stamde uit een rijke advocatenfamilie en ging in 1771 in dienst bij het Franse leger, waar hij uitblonk als ingenieur. Hij sloot zich aan bij de revolutie, in 1791 werd hij afgevaardigde voor de Pas-de-Calais en in 1792 werd hij verkozen in de Conventie. Als lid van het militair comité kwam hij op het idee van de levée en masse, de eerste massale dienstplicht in de geschiedenis, die later de conscriptie zal worden. Hij stemde ook voor de terechtstelling van de koning. In 1793 was hij lid van het Comité de salut public, de nog radicalere regering van Robespierre, waarin hij zich bezighield met de oorlogvoering. De Fransen roemen hem als de grote Carnot, de organisator van de overwinning. Toen het tij zich tegen de radicalen keerde, nam ook hij afstand van Robespierre, en in 1795 werd hij een van de vijf leden van het Directoire. Die regering annexeerde de Zuidelijke Nederlanden, die hem bijzonder interesseerden. Na een politieke ruzie met Paul Barras, die een rechtlijniger republikein was dan Carnot, deden de republikeinen in september 1797 een machtsgreep, zodat gematigden als Carnot het veld moesten ruimen. Carnot vluchtte naar het toen nog onafhankelijke Zwitserland, maar na de staatsgreep van Napoleon Bonaparte in 1799 kwam hij weer terug en werd hij minister van Oorlog. In die hoedanigheid legde hij een uitgebreid stelsel aan van optische telegrafen, dat het opperbevel in Parijs verbond met alle uithoeken van het rijk.
In 1802 stemde hij tegen het keizerschap en moest hij ontslag nemen. Hij werd wetenschapper en schreef enkele wiskundige verhandelingen. De meetkundige stelling van Carnot is naar hem genoemd.

## Antwerpen
Na de veldtocht van Napoleon naar Rusland van 1812 kreeg Carnot een nieuwe militaire opdracht. Hij werd in 1814 naar Antwerpen gestuurd om de stad te verdedigen. Hij liet wijken buiten de stad, met name delen van het Kiel en Berchem platbranden, als ‘verdedigingstrategie’, om de stad verder uit te bouwen tot een belangrijk bolwerk tegen de geallieerde coalities. Andere wijken, zoals Borgerhout, spaarde hij, en dat zou verklaren waarom hij uiteindelijk, in 1865, hoewel toen ook al omstreden, een standbeeld kreeg op het Carnotplein, heden het Laar genoemd, in Borgerhout. Zijn standbeeld werd tijdens de Tweede Wereldoorlog door een Duitse V-bom vernield. In de jaren 50 van de vorige eeuw werd het beeld verwijderd, vandaag lijkt het spoorloos te zijn verdwenen. De Carnotstraat werd naar hem genoemd.
Na de afzetting van Napoleon op 6 april 1814 in Parijs, bleef Carnot Antwerpen in handen houden, ondanks het bevel van regent Karel X om de stad te ontruimen. Pas op 5 mei konden de Engelsen de stad overnemen. Een jaar later was Napoleon weer terug en was ook Carnot weer minister van Oorlog tijdens de Honderd Dagen (1815).

## Maagdenburg
Carnot stierf in Maagdenburg in ballingschap, toen nog in Pruisen. Zijn oudste zoon Sadi Carnot was een bekende ingenieur en natuurkundige, zijn tweede zoon Hippolyte Carnot werd parlementslid en minister. Zijn kleinzoon Marie François Sadi Carnot werd president van Frankrijk, tijdens de Derde Franse Republiek. Hij is een van de 72 Fransen wier namen in reliëf op de Eiffeltoren zijn aangebracht.